# Atmosfersko polnjeni motor
Atmosfersko polnjeni motor ali neprisilno poljneni motor (angleško Naturally aspirated engine - dobesedno "naravno dihajoči motor") je batni motor (dizelski ali bencinski), pri katerem se sesa zrak v valje pod tlakom okolice (atmosfere) - ni prisilnega polnjenja s kompresorjem.
Motorji tega tipa razvijajo manjšo moč kot enako veliki prisilno polnjeni motorji. 